# بازی‌های آفریقایی ۲۰۰۷
بازی‌های آفریقایی ۲۰۰۷ (انگلیسی: 2007 All-Africa Games) یک رویداد چندورزشی است که از ۱۱ تا ۲۳ ژوئیه در الجزیره، الجزایر برگزار شده است.

## ورزش‌ها
- دو و میدانی  (جزئیات)
- بسکتبال  (جزئیات)
- بوکس  (جزئیات)
- شطرنج  (جزئیات)
- دوچرخه‌سواری  (جزئیات)
- سوارکاری  (جزئیات)
- شمشیربازی  (جزئیات)
- فوتبال  (جزئیات)
- ژیمناستیک  (جزئیات)
- هندبال  (جزئیات)
- جودو  (جزئیات)
- کاراته  (جزئیات)
- کیک‌بوکسینگ  (جزئیات)
- روئینگ  (جزئیات)
- قایقرانی بادبانی  (جزئیات)
- تیراندازی  (جزئیات)
- شنا  (جزئیات)
- تنیس روی میز  (جزئیات)
- تکواندو  (جزئیات)
- تنیس  (جزئیات)
- والیبال  (جزئیات)
- وزنه‌برداری  (جزئیات)
- کشتی  (جزئیات)

ورزش‌های پارالمپیک: دو و میدانی، بسکتبال و گلبال

## جدول مدال‌ها
*   کشور میزبان (الجزایر)
| رتبه           | NOC                         | طلا | نقره | برنز | مجموع |
| -------------- | --------------------------- | --- | ---- | ---- | ----- |
| ۱              | مصر (EGY)                   | ۷۴  | ۶۲   | ۶۳   | ۱۹۹   |
| ۲              | الجزایر (ALG)*              | ۷۰  | ۵۸   | ۷۷   | ۲۰۵   |
| ۳              | آفریقای جنوبی (SAF)         | ۶۱  | ۶۶   | ۵۳   | ۱۸۰   |
| ۴              | اتیوپی                      | ۵۴  | ۵    | ۱۰   | ۶۹    |
| ۵              | نیجریه (NGR)                | ۵۰  | ۵۵   | ۵۴   | ۱۵۹   |
| ۶              | تونس (TUN)                  | ۴۸  | ۴۱   | ۵۸   | ۱۴۷   |
| ۷              | کنیا (KEN)                  | ۱۳  | ۱۵   | ۱۰   | ۳۸    |
| ۸              | سنگال (SEN)                 | ۸   | ۱۲   | ۲۶   | ۴۶    |
| ۹              | زیمبابوه (ZIM)              | ۷   | ۸    | ۸    | ۲۳    |
| ۱۰             | بوتسوانا (BOT)              | ۶   | ۲    | ۵    | ۱۳    |
| ۱۱             | کامرون (CMR)                | ۴   | ۶    | ۱۷   | ۲۷    |
| ۱۲             | لیبی                        | ۴   | ۵    | ۱۰   | ۱۹    |
| ۱۳             | آنگولا (ANG)                | ۴   | ۱    | ۷    | ۱۲    |
| ۱۴             | غنا (GHA)                   | ۳   | ۱۰   | ۱۲   | ۲۵    |
| ۱۵             | سیشل (SEY)                  | ۳   | ۶    | ۱    | ۱۰    |
| ۱۶             | اریتره (ERI)                | ۳   | ۱    | ۲    | ۶     |
| ۱۷             | سودان (SUD)                 | ۳   | ۰    | ۱    | ۴     |
| ۱۸             | جمهوری دموکراتیک کنگو (COD) | ۲   | ۲    | ۱    | ۵     |
| ۱۹             | گابن (GAB)                  | ۲   | ۱    | ۳    | ۶     |
| ۲۰             | زامبیا (ZAM)                | ۱   | ۲    | ۶    | ۹     |
| ۲۱             | لسوتو (LES)                 | ۱   | ۱    | ۲    | ۴     |
| ۲۲             | مالی (MLI)                  | ۱   | ۰    | ۳    | ۴     |
| ۲۳             | اوگاندا (UGA)               | ۱   | ۰    | ۱    | ۲     |
| ۲۴             | موزامبیک (MOZ)              | ۱   | ۰    | ۰    | ۱     |
| ۲۵             | ساحل عاج (CIV)              | ۰   | ۳    | ۱۲   | ۱۵    |
| ۲۶             | بورکینافاسو (BUR)           | ۰   | ۲    | ۱    | ۳     |
| ۲۷             | جمهوری کنگو (CGO)           | ۰   | ۱    | ۳    | ۴     |
| ۲۷             | ماداگاسکار (MAD)            | ۰   | ۱    | ۳    | ۴     |
| ۲۹             | مالاوی (MAW)                | ۰   | ۱    | ۲    | ۳     |
| ۲۹             | گینه (GUI)                  | ۰   | ۱    | ۲    | ۳     |
| ۳۱             | نامیبیا (NAM)               | ۰   | ۱    | ۱    | ۲     |
| ۳۲             | تانزانیا (TAN)              | ۰   | ۱    | ۰    | ۱     |
| ۳۲             | توگو (TOG)                  | ۰   | ۱    | ۰    | ۱     |
| ۳۲             | سائوتومه و پرنسیپ (STP)     | ۰   | ۱    | ۰    | ۱     |
| ۳۵             | بنین (BEN)                  | ۰   | ۰    | ۴    | ۴     |
| ۳۶             | گینه بیسائو (GBS)           | ۰   | ۰    | ۳    | ۳     |
| ۳۷             | جمهوری آفریقای مرکزی (CAF)  | ۰   | ۰    | ۱    | ۱     |
| مجموع (۳۷ NOC) | مجموع (۳۷ NOC)              | ۴۲۴ | ۳۷۲  | ۴۶۲  | ۱۲۵۸  |